# Rolim de Moura (kommun i Brasilien)
Rolim de Moura är en kommun i Brasilien.   Den ligger i delstaten Rondônia, i den centrala delen av landet, 1 600 km väster om huvudstaden Brasília. Antalet invånare är 50 672.
Omgivningarna runt Rolim de Moura är huvudsakligen savann. Runt Rolim de Moura är det ganska glesbefolkat, med 22 invånare per kvadratkilometer.